# Toxická pozitivita
Toxická pozitivita je jev, kdy jedinec pokládá své pozitivní emoce (např. radost) za důležitější, než ty negativní (např. hněv, strach, smutek). Často tak své negativní emoce před sebou i před ostatními potlačuje a snaží se vyvolat falešný dojem spokojeného života prožívaného pouze se štěstím a nuceným optimismem.

## Příznaky a projevy na psychickém zdraví
Mezi příznaky toxické pozitivity nejčastěji patří:
- pocit provinilosti za negativní emoce,
- potřeba působit navenek za všech okolností spokojeným dojmem,
- dokonalé maskování skutečných pocitů,
- potřeba zvládnout každou situaci s úsměvem,
- odbývání, shazování nebo zesměšňování vážných situací,
- povyšování se nad lidi, kteří vyjadřují navenek frustraci nebo jakékoli jiné než pozitivní reakce,
- potřeba rozdávat lidem kolem sebe rady typu: „mohlo by být hůř“, „život je příliš krátký na to, abys byl naštvaný“, „buď za všechno vděčný“ apod., namísto toho, aby s nimi člověk skutečně probral, co je trápí.

Člověk mající toxickou pozitivitu je citlivější na stresory a trpí častými úzkostmi. Velmi hojný může být i sklon k depresivním stavům. Za tyto projevy na psychickém zdraví může především potlačení vlastních emocí, které pomáhají v životě vypořádat se s těžkými chvílemi (smutek) nebo emocí, které chrání lidskou důstojnost a cíle (hněv). Jedinec totiž žije v iluzi, že potlačené emoce vymizí, avšak potlačení jeho pravých pocitů vede k nárůstu psychického napětí, což se může projevit ve zmíněné formě frustrace a úzkosti. Člověk tak častokrát i trpí úbytkem sebedůvěry, neboť se přestane orientovat ve svých pocitech. Jedinec může být také mnohdy osamocen od společnosti, jelikož není schopen pomoci nebo utišit své blízké, kteří zažívají těžké chvíle.

## Vyhnutí se toxické pozitivitě
Pro jedince je nejdůležitější uvědomit si závažnost potlačovaní svých negativních pocitů a také s tím spojených dopadů na psychické zdraví. Důležité je přijmout své negativní emoce jako součást života a brát v potaz jejich důležitost. V okrajových případech může pomoci i diskuse se svým terapeutem.